# 墨西哥國家情報中心
国家情报中心（CNI）是墨西哥的主要情报机构，受安全与公民保护部管辖。该机构于2018年12月成立，取代了国家调查与安全中心（CISEN）。国家情报中心负责与国家安全相关的情报工作，旨在维护墨西哥国家的完整性、稳定性、持久性。现任局长为奥多马拉罗·马丁内斯·萨帕塔。